# ФК Цемент
ФК Цемент је фудбалски клуб из Беочина, Србија, и тренутно се такмичи у Војвођанској лиги Југ, петом такмичарском нивоу српског фудбала.

## Историја
ФК Цемент су 1913. године основали радници Беочинске фабрике цемента. Ову спортску дисциплину први је у Беочин донео Мартин Бајер, рођени Беочинац, који је био на изучавању машинбраварског заната у Будимпешти.
У првој екипи која је формирана 1913. године наступили су следећи играчи:
- Голман: Дворжак Никола
- Бекови: Бајер Мартин и Карасик Драгутин
- Десни халф: М. Дарабош
- Центархалф: Есеш Владислав
- Леви халф: Ј. Дарабош
- Десно крило: Јовичић Брана
- Десна полутка: Дајч Бела
- Центарфор: Хербст
- Лева полутка: Типман
- Лево крило: Ковач

Ова екипа је наступала све до 1919. под именом „БАК“, а од тада па све до 1932. носи назив „БСК“.
Од 1922. до 1927. у Беочину је постојао и други фудбалски клуб, реч је о ФК Раднички. Раднички је већ после шест година постојања угашен због финансијских потешкоћа и преласка великог дела играча у БСК. У то време, у БСК-у су се истицали: Мартин Бајер, Јосип Бајер, Јаника Сабо, Рудолф Ковачић, Ото Кошћал, Фрања Баби, Карло Капошварц, Фрања Месингер, Јаника Олтвањи, Никола Дворжак, Мартин Дворжак, Ладислав Есеш, Д. Мањоки.
Од 1933. године клуб носи назив „ФК Цемент“. Све до Другог светског рата клуб су чинили: Миле Стојков, Фрања Буршл, Фрања Ферић, Рудика Нозак, Леополд Поповић, Вилим Ракшањи, Флорика Мајор, Стеван Вајс, Јаника Кошћал, Иван Габрић, Жаки, Ивица Хорват и многи други.
Клуб је 1970. године, поводом прославе 50-годишњице фудбалског савеза Југославије добио златну плакету као један од најстаријих клубова у земљи.
Од 1971. до 1976. године такмичи се у Војвођанској лиги (тада је она била лига трећег степена такмичења), када испада у Новосадску лигу. Повратак у Војвођанску лигу, овог пута четвртом нивоу такмичења, ФК Цемент ће се вратити у сезони 1992/93. Две године касније, сезоне 1994/95. освајањем првог места у Првој Војвођанској лиги клуб се пласира у Српску лигу група Војводина. У првој сезони у Српској лиги Војводина на крају првенства заузима заједно са Динамом из Панчева друго место (по 71 бод), три бода мање од првопласираног Солунца из Карађорђева. Ове прве три екипе пласираће се у Источну групу Друге лиге, ФК Цемент ће после 34 кола освојити 45 бодова и заузети 15. место на табели што значи повратак међ' трећелигаше.
У сезони 1998/99. године НАТО бомбардовање је прекинуло сва спортска такмичење у земљи. За све је важило исто правило: тренутне табела су постале коначне, нико није изгубио статус а прваци су признати. Па је тако ФК Цемент, после 20 одиграних кола у Српској лиги, са 43 бода заузео прво место, седам више од свог најближег пратиоца, Биг Була из Бачинаца.
Наредне две године клуб ће се такмичити у северној групи Друге лиге. Прве године такмичења оствариће и свој најбољи резултат у историји клуба а то је девето место са освојених 50 бодова. Следеће такмичарске сезоне 2000/01 заузеће претпоследње место на табели са 29. бодова, 14 више од последње пласиране Раковице из Београда а 8 бодова мање од првог клуба изнад црте, Биг Була.
Наредних 6 година играће у Српској лиги група Војводина, затим следи испадање и играње на Војвођанском Западу, 2009/10 заузима друго место са 71 бод, два бода мање од Солунца и у квалификацијама против суботичке Бачке (другопласираном екипом Војвођанског истока) обезбеђује улазак у трећу лигу.

## Успеси
- Српска лига Војводина
Освајач: 1998/99.
- Прва војвођанска лига
Освајач: 1994/95.